# Jatleol
Jatleol är en ort i Mexiko.   Den ligger i kommunen Salto de Agua och delstaten Chiapas, i den sydöstra delen av landet, 800 km öster om huvudstaden Mexico City. Jatleol ligger 324 meter över havet och antalet invånare är 142.
Terrängen runt Jatleol är varierad. Runt Jatleol är det ganska tätbefolkat, med 60 invånare per kvadratkilometer. Närmaste större samhälle är Tila, 17,5 km sydväst om Jatleol. Trakten runt Jatleol består till största delen av jordbruksmark.